# غابرييلا سبانيك
غابرييلا سبانيك (بالإسبانية: Gabriela Spanic)‏ أو غابرييلا إيلينا سبانيك أوتيريرا هي ممثلة ومغنية فنزويلية من أصل كرواتي ولدت في أورتيز، ولاية غواريكو بفنزويلا في 10 ديسمبر 1973. ٱشتهرت لأدوارها في المسلسلات اللاتينية ولها العديد من الخلافات في وسائل الإعلام. لديها أخت توأم تدعى دانيلا، شقيقتها الأصغر سنا باتريسيا، وشقيقها إسمه أنطونيو. تعتبر أسرة سبانيك عائلة تقليدية من أصل كرواتي، ٱنتقل والدها مع جده وجدته من كرواتيا إلى فنزويلا في عام 1947.
ومن بين مسلسلاتها الأكثر شهرة مسلسل المخادعة٬ الدخيلة٬ أرض العواطف٬ امرأة من فولاذ والإمبراطورة (كيد امرأة)...

## بداياتها ومراحل نجاحها

### 1997-1990: بدأت كممثلة ونموذج
بدأت دراستها الجامعية في علم النفس لمدة عام، ولكن شغفها الحقيقي كان يتصرف دائما حيث ٱنتقلت إلى حضور دروس في التمثيل في "El centro de investigación del teatro Luz Colombia". ثم أخذت عدة دورات في "Centro profesional de comunicación" و"Free Workshop for the actors". كما أنها ٱنخرطت أيضا في عروض للأزياء وكان حضرورها قويا في "Herman's Institute".
عرفت غابي سبانيك أن عملها كموديل سيجلب لها بعض الشهرة وفعلا ٱنتخبت ملكة فنزويلا وملكة جمال الجسم في عام (1992). ومثل العديد من الممثلين المشهورين بدأت غابي سبانيك تظهر في أدوار قيادية صغيرة في بعض المسلسلات التلفزيونية الفنزويلية لـــ VENEVISION وهناك بدأت تكسب العديد من الإنتصارات٬ شاركت غابي في دور صغير في مسلسل ROSANGELICA سنة (1991)، في دور كارلا، ثم في MUNDO DE FIERAS و LA LOBA HERIDA سنة (1992)، وغيرها... تدريجيا بدأ المنتجون يرون موهبتها الحقيقة وقدموا لها دورا في مورينا كلارا (1993) حيث أظهرت موهبتها وأدت ببراعة دور المشاكسة ليندا برادو. هذا الدور كان نقطة تحول حيث فتح لها بابا أخر وهو مشاركتها فيما بعد في مسلسل MARIA CELESTE سنة (1994).
تمكنت غابي سبانيك من الفوز لأول مرة بـــدور البطولة فـي مسلسل COMO TU NINGUNA سنة (1994/1995). تدعى الشخصية التي أدتها هيلدا باريتو. كان حبيبها في هذه القصة هو الممثل الفنزويلي ميغيل دي ليون. عندما بدأت التسجيلات إلى جانبه ٱعترفت غابي أنها بدأت تشعر أكثر وأكثر بمشاعر تجاهه وفي الوقت الذي شارف فيه المسلسل على النهاية٬ غابي وميغيل ٱعترفا بحبهما وأنهى الاثنان علاقتهما بشريكيهما السابقين حتى يتمكنا من البقاء معا وفي تلك الأثناء كان المسلسل يحقق نجاحا باهرا وأصبح واحدا من أفضل المسلسلات في فنزويلا. فقد تم بيعه إلى 80 بلدا وترجم إلى العديد من اللغات المختلفة.
حصلت غابي سبانيك على دور آخر في مسلسل Quirpa de tres mujeres (1996)، حيث أظهرت موهبتها في عالم التمثيل. كان الدور الذي لعبته باسم إميليانا٬ كل شيء من أجل الحب كان هذا هو مشروع غابي الجديد في ذلك المسلسل٬ وقد أظهرت موهبتها في الكوميديا وكذلك الدراما بعد إنتهاء التسجيلات قررت غابي سبانيك وميغيل الزواج. ٱحتفلوا بزفافهما يوم 22 أكتوبر (1997) وقد بث زفافهما عبرالتلفزيون.

### 2002-1998: مسلسل المخادعة
عرض على غابي سبانيك العمل في المكسيك وبدلا من الذهاب إلى شهر العسل، فقط بعد خمسة أيام من الزفاف، حملت هي وميغيل أغراضهما وذهبا إلى المكسيك. الكاتب كارلوس روميرو الذي عملت معه سابقا ٱقترح عليها العمل في مشروع جديد وكبير لصالح الشركة المكسيكية الأضخم تيليفيزا والتي كانت قد ٱقترحت أن تكون تاليا هي بطلة مسلسل المخادعة سنة ٬ (1998) لكنها لم تتمكن من الموافقة على هذا الإنتاج، ثم جاء كارلوس روميرو ليعلن: إما غابي سبانيك أو لا أحد، وٱتضح بعدها أن قراره كان صائبا وصحيحا بنسبة 100 في 100 فمن الطبيعي أن غابرييلا لا يمكن أن تفوت فرصة العمل في المكسيك، والمعروف أيضا باسم «هوليود المسلسلات اللاتينية»، مشيرة إلى أنه ليس لديها فكرة عن كيفية إنعكاس هذا على حياتها الزوجية في المكسيك.
غابي وميغيل اللذان كانا غرباء بشكل كامل عن هذا البلد ولم يكونا يعرفان أي شخص لـكنهما قررا البدأ بحضور دروس في اللغة والنطق حتى يغيرا اللهجة الفنزويلية وحتى تنجح غابي في دورها بمسلسل المخادعة٬ وقد تم عرض دورين لغابي سبانيك وهما باولينا الجميلة الساذجة الصادقة وباولا الشريرة وقد حصلت أيضا على حبيب جديد في المسلسل وهو النجم التلفزيوني المكسيكي الكبير فرناندو كولنج والذي أدى دور زوجها، كسر مسلسل المخادعة رقما قياسيا على مستوى التقييمات، في ذلك التاريخ كان واحدا من أنجح المسلسلات على الإطلاق تم بيعه إلى أكثر من 160 بلدا وترجم إلى العديد من اللغات المختلفة. وكان الأول في الفوز بأكثر من 20 نقطة في شبكة الجمهور التلفزيوني الأمريكي.
في سن 25 كانت غابي سبانيك في طريقها إلى النجومية. فقد أصبحت شخصية معترف بها دوليا أصبح لديها عشاق ومحبين من كل الفئات وكمكافأة، عرضت القناة عليها عقدا حصريا مدته ثلاث سنوات وقد عملت معهم طيلة هذه المدة. في عام (1999) شاركت في إنتاج كبير آخر للقناة وهو مسلسل POR TU AMOR. جنبا إلى جنب مع نجم كبير آخر في المسلسلات التلفزيونية المكسيكية، وهو ساوول ليسازو كانت شخصيتها فتاة فخورة وإسمها ماريا ديل سييلو. في ذلك الوقت، جاءت شقيقة غابي التوأم، دانييلا للعيش في المكسيك مع شقيقتها وزوجها. دانييلا، التي كانت تدرس الكمبيوتر، آرادت أن تجرب حظها كعارضة أزياء محترفة. على عكس أختها الشهيرة، وقالت ٱنها ليست مهتمة بالتمثيل، رغم أن العديد من الناس يعتقدون أنها شاركت أختها البطولة في مسلسل المخادعة والدخيلة إلا أن هذا عار تماما من الصحة.
قررت داني وغابي فتح مدرسة للنماذج المهنية تدعى INSTITUTO Gaby Spanic والذي أغلق بعد ذلك بسبب عدم ضيق وقت غابي. أرسلت قناة تيليفيزا غابي سبانيك في جولة ترويجية لـمسلسل المخادعة. في عام (1999) زارت البرازيل مع زوجها ميغيل وشقيقتها دانييلا ووالديها وفي عام (2000) قامت غابي بزيارة سلوفينيا وكرواتيا واندونيسيا، ترافقها دانييلا شقيقتها ومنسق العمليات الدولية للقناة، السيد هيكتور كارديناس سافيدرا. وبفضل دعوة من مجلة غلوريا الكرواتية، وجدت غابي سبانيك أقارب كانت قد فقدتهم في كرواتيا. وقد تمكنت من جمع أكبر عدد من عائلة سبانيك في العاصمة الكرواتية ودعتهم إلى مأدبة عشاء كبيرة في مارس (2000). كانت جولة مليئة بالمفاجآت لكل من غابي ودانييلا. بعد زيارتهما لكرواتيا، وذهبهما إلى إندونيسيا. دعت قناة الولايات المتحدة Univision غابرييلا للقدوم إلى ميامي للمشاركة في مجلة Lo Nuestro حيث حصلت على جائزة في فئة «أفضل ممثلة في الملابس».
كما دعت للحضور إلى إسرائيل والمشاركة في حفل جوائز. كما أخذت يوم إجازة بعد عودتها إلى المكسيك لزيارة إسبانيا وفي الجزء الثاني من عام (2000) قامت بزيارة الفلبين٬ عرض عليها مرة أخرى في المكسيك، دورالبطولة في مسلسل الدخيلة. وتماما كما في السابق عرض عليها لعب دور مزدوج وهو دورالأختان فرجينيا وفانيسا. هذه المرة كان المتيم بها أرتورو بينيشي، والذي عمل أيضا في مسلسل المخادعة. بدأت تسجيلات مسلسل الدخيلة في أكتوبر (2000)، وعرضت الحلقة الأخيرة في وقت لاحق يوم 19 أكتوبر (2001). كانت القصة الثانية في التقييمات لأكثر من مرة. تمكن المسلسل من تحقيق نجاح جيد رغم إتهامه من طرف الناس بأنه نسخة من مسلسل المخادعة. فرغم تشابه المسلسلين إلا أن القصة مختلفة تماما، ترجم نجاح هذه القصة عبر المبيعات العالية التي حققها المسلسل عالميا..
صلاحية العقد الحصري لغابي كانت لمدة ثلاث سنوات مع القناة وٱنتهت في ماي (2001) وكانت لازالت لم توقع عقدا جديدا، ولكنها في ذلك الوقت كانت تريد أن تكرس كل طاقتها لتصبح أما. حيث خططت لأخذ عامين بعيدا عن التلفزيون لتقوم بدور الزوجة والأم وتعيش في منزل في مكسيكو سيتي أرادت أيضا تكريس وقتها لهواياتها في الطبخ والحيوانات الأليفة.
عام (2002) ٱنتقلت إلى تيليموندو الأمريكية، لتقوم ببطولة مسلسل «الانتقام» مع خوسي آنخل ياماس.

### 2005: أرض العواطف
فازت غابي بجائزة Orquidea في عام (2005) عن مسيرتها المهنية كممثلة، وكذلك جائزة فاماس المرموقة لأفضل ممثلة عن دورها في مسلسل «أرض العواطف».
.

## الجوائز والشهرة التي حققتها
- حصولها على جائزة الممثلة الأكثر شعبية في ألمانيا:

نالت الجميلة غابي جائزة Vercenji الألمانية كأفضل ممثلة شعبية عن دورها في المسلسل المكسيكي «امرأة من فولاذ». وهذه الجائزة تعتبر واحدة من أهم وأكبر الجوائز في الدول الأوروبية٬ وتمنح للشخصيات الناجحة في مختلف المجالات، مثل عالم الفن، السياسة، الرياضة وغيرها... وقد أصدر المكتب الإعلامي الرسمي الخاص بـــغابي سبانيك بيانا صحافيا بخصوص هذه الجائزة٬ والذي جاء فيه أن هذا التكريم الذي حصلت عليه غابي هو نتيجة التفاني في عملها والجهد الذي بذلته طوال مسيرتها المهنية مما أدى إلى الإعتراف بها وبنجاحاتها في دول أوروبية مثل ألمانيا وكرواتيا وغيرها وبطبيعة الحال في أمريكا٬ حيث أصبحت في هذه الدول مرغوبة ومطلوبة من قبل الجمهور.
- تكريمها في حفل جوائز المرأة الوطنية (2011):

جائت الفنزويلية الجميلة غابي سبانيك على رأس المكرمات في حفل توزيع جوائز المرأة الوطنية (2011)٬ حيث تم تكريم عدة نساء تقديرا لمسيرتهن المهنية في مختلف المجالات العملية. وقد أعربت غابي عن سعادتها بهذه الجائزة وقالت أن هذه الجائزة تعني لها الكثير، لأنه لا يستطيع أي أحد أن ينكر أنها عملت بجد لتستحق كل هذا التكريم. وقد أكدت أنها تحب مهنتها٬ وأنها ستعمل جاهدة للحفاظ على نجاحها من أجل جمهورها الذي ساندها طوال مسيرتها.
- حصولها على جائزة الخليفة الذهبية:

يوم الأحد 16 أكتوبر حصلت غابي سبانيك على هذه الجائزة الذهبية عن دورها في مسلسل الإمبراطورة (كيد إمراة) وعن مسيرتها، وسوف تتوج ملكة لهذا الحدث وقد تم بيع قصة الامبراطورة (كيد إمراة) في مرحلتها النهائية في المكسيك إلى أكثر من 25 بلدا في جميع أنحاء العالم بنجاح كبير
ومن بين الخطط المستقبلية لــغابي سبانيك هي جولتها ضمن مختلف دول أوروبا والتي سيتم الإعلان عنها قريبا في 16 أكتوبر تم التقديم الذي عقد في كاليفورنيا حيث تم تكريم غابي سبانيك بــجائزة calife Gold Award عن أدائها في مسلسل الامبراطورة (كيد إمراة) وعن مسيرتها المهنية حيث توجت أيضا ملكة الخليفة الذهبية مع شخصيات كبيرة. وقد ذكرت ماريانا دي لا كروز، سيدة أعمال كاليفورنيا أن أول الفائزين هم المسلسلات والنجوم وكذلك أفضل البرامج الترفيهية. مسلسل الإمبراطورة (كيد إمراة) وجد كل معاييره في الممثلة الشهيرة الفنزويلية التي تعتبر المكسيك وطنها الثاني، وقد لقي المسلسل نجاحا على الصعيد الدولي لأنه حاليا تم بيعه لأكثر من 25 بلدا في جميع أنحاء العالم من بينها الولايات المتحدة وتشيلي وفنزويلا وبورتوريكو، هندوراس وغيرها من الدول...
- غابي سبانيك ضمن لائحة أجمل 50 شخصية إسبانية النطق:

للمرة الثانية الإمبراطورة الفنزويلية ملكة المسلسلات التلفزيونية ضمن لائحة الأجمل بين الشعب الإسباني، غابي هي دائما متجددة ومن المسلم به الآن أنها واحدة من أجمل 50 مشاهير لعام (2010)٬ كما أن عدة بلدان كـكرواتيا وهنغاريا ٱعترفت بمسيرتها الفنية في العام الماضي بفضل الكلاسيكيات العظيمة التي أسرت الجماهير في جميع أنحاء العالم كان عام (2010) بالتأكيد لا ينسى لــسبانيك والسبب عودتها بطريقة كبيرة مع الإنتاج الضخم لقناة تيليفيزا وهو مسلسل «امرأة من فولاذ» في دور الشريرة إيفانا دورانتس الذي أكسبها العديد من الجوائز في جميع أنحاء العالم لأدائها الرائع والمميز٬ أيضا عودتها في (2011) بــالمشروع الجديد الذي سيكون منزلها الجديد مع أزتيكا TV والتي عرضت عليها فرصة النجومية الحقيقية الذي لطالما حلمت بها «الامبراطورة» (كيد إمراة). المجلة المرموقة People en Español للمرة الثانية تضعها ضمن أجمل 50 شخص في (2010) وكذلك كونها اليوم الفنزويلية الوحيدة الأكثر شهرة في جميع أنحاء العالم بفضل مسلسلاتها الناجحة التي بثت في العديد من دول العالم، وتستمر في حصد نجاحات كبيرة. كولومبيا، كرواتيا، المجر، ليتوانيا، رومانيا، روسيا، سلوفينيا، اليونان وقائمة متزايدة من الدول تنتظر الإمبراطورة غابرييلا سبانيك الاسم المرادف للنجاح في جميع الإنتاجات التي شاركت فيها.
- نجاحات أخرى:

في ٱفتتاح مؤتمر القمة العاشر لصناعة المسلسلات والسلسلات الخيالية بميامي ٱعتمدوا على حضور غابرييلا سبانيك والتي قدمت بنجاح برنامجها Te amo a tiempo Mexico والذي تظهر فيه العادات والمناظر الطبيعية المكسيكية وهذا البرنامج سيبث في (2013) على قناة أزتيكا 13. الممثلة تحولت إلى واحدة من الوجوه الأكثر تمثيلا لهذا النوع من المسلسلات بفضل نجاح كل أدوار البطولة التي قادتها ونذكر على سبيل المثال دوريها في مسلسلي المخادعة والسجينة.

## قصة تسميمها
بينما كانت الممثلة الفنزويلية الجميلة غـابي سبانيك تقوم بتصوير مشاهد جديدة من مسلسلها «امرأة من فولاذ» أغمي عليها ولم تعد تتجاوب مع أي محاولة لإيقاظها٬ وتم فورا إستدعاء سيارة إسعاف لنقلها إلى إحدى مستشفيات العاصمة المكسيكية وقد ٱدخلت إلى وحدة العناية المركزة فاقدة للوعي وحالتها الصحية خطيرة وحساسة جدا٬ وقد كانت تصارع من أجل البقاء على قيد الحياة.
والسبب في ما حصل للممثلة الجميلة هو تسميمها لمدة أربعة أشهر بجرعات صغيرة في الطعام من مادة كيميائية سامة تدعى كبريتات الأمونيوم على يد مساعدتها الشخصية السابقة الأرجنتينية «ماريا سيلستي فرناندز». ولم تكن غـابي ضحيتها الوحيدة بل أيضا طفلها ووالدتها والمربية وشقيقتها الغير توأم باتريسيا وإبنتها. وعلى الرغم من أنها كانت تخضع لإجراءات طبيبة صارمة من أجل إنتزاع السموم من جسمها بشكل نهائي٬ إلا أن الجميلة لم ترغب في تأخير تصوير المسلسل مع أن شركة تيليفيزا المنتجة تفهمت وضعها الصحي الدقيق.
بعد ذلــك بأيام غادرت الممثلة الفنزويلية الجميلة غـابي سبانيك المستشفى شبه مخدرة بالكامل على كرسي متحرك، وذلك بعد أن عاشت صدمة قوية تمثلت بشعورها بألم حاد على الجانب الأيسر من وجهها نتيجة لإتهاب في أعصاب الدماغ بعد محاولة التسميم التي تعرضت لها على مدة أربعة أشهر. ورغم حالتها الصحية الضعيفة٬ وافقت الممثلة الجميلة على الحديث مع وسائل الإعلام التي كانت تنتظر خروجها من المستشفى. إلا أنها رفضت الحديث عن مساعدتها الشخصبة السابقة «ماريا سيلستي فرناندز» ٬ مؤكدة أنها لا تزال في حالة صدمة من كل ما حصل وطالبت وسائل الإعلام بإحترام الألم الذي تشعر به.
في تلــك المرحلة الصعبة شدد الأطباء المشرفين على حالة غـابي سبانيك أنه يجب عليها إلتزام الراحة التامة والبقاء مضطرة في السرير، إلا أنها قررت العودة لإكمال تسجيلات مسلسل «امرأة من فولاذ» لكن الأمر لم يتوقف عند هذا الحد فقد وجدت الفنزويلية الجميلة غـابي سبانيك نفسها في مشكلة والمشكلة الجديدة لها علاقة بقضية محاولة تسميمها وقتلها٬ حيث هددت بالترحيل شريرة من المكسيك٬ لأنها إنتهكت القانون وإرتكبت ذنبين وهما التعاقد مع مساعدتها السابقة للعمل معها بشكل غير قانوني والثاني هو معاملتها السيئة إتجاهها. حيث إتضح أن غـابي تعاقدت مع «ماريا سيلستي فرناندز» للعمل لديها كمساعدة شخصية بطريقة غير قانونية وذلك لأنها وظفتها تحت إمرتها وهي لا تحمل وثائق رسمية للعمل لديها ولم تعلم بذلك السلطات المختصة بأمور الهجرة والمهاجرين والسكان الوافدين. أما بالنسبة لسوء المعاملة فقط كانت تتقلقى المساعدة الأرجنتنية مبلغا شهريا لا يتناسب مع عدد ساعات عملها، وهو ما يعتبر وفقا للقانون أنها كانت تعمل كالعبيد لدى غـابي سبانيك..
بعد مرور أيام أخرى ظهرت الممثلة الفنزويلية الجميلة غـابي سبانيك على غلاف مجلة «من» ويتضمن العدد مقابلة مطولة تحدثت فيها بشكل حصري عن محاولة القتل والتسميم التي تعرضت لها وعائلتها على يد مساعدتها الشخصية السابقة الأرجنتينية «ماريا سيلستي فرناندز».
وقد جاء الحوار على الشكل التالي:
«أنا على قيد الحياة بفضل معجزة. أنا أم عازبة ووحيدة٬ كيف يمكنني أن أترك إبني؟! أخذت منه القوة الكافية للمضي قدما».
«ماريا سيلستي» قبل أن تكون المساعدة الشخصية لـسبانيك هي معجبة كبيرة بها على مدى أكثر من 10 سنوات لدرجة الهوس حيث أكدت غـابي أنها كانت تحاول دائما تقليدها وتريد أن تكون مثلها تماما من خلال تغيير لون شعرها والملابس٬ موضحة أنهاأنفقت الكثير من المال على الكريمات ومساحيق التجميل من أجل هذا الهدف٬ كما أنها أخذت الكثير من ملابسها دون علمها.
كما وتحدثت عن الأضرار التي عانت منها نتيجة هذا التسمم٬ قائلة:
«بالنسبة لي كنت عصبية وأشعر بضعف عام٬ وأحيانا أشعر بألم في أسناني وفي الرأس٬ وكنت مضطرة لتناول الفيتامينات».
أخيرا عن العقوبة التي تستحقها «ماريا سيلستي فرناندز» التي كانت يوما ما مساعدتها الشخصية، اكتفت الفنزويلية الجميلة غـابي سبانيك بالقول فقط: «أنا أؤمن بالعدالة الإلهية».
وعلى الرغم من كل ما قيل وكل ما صرحت به الجميلة إلا ان العديد من وسائل الإعلام كانت تشكك في قضية تسميم الممثلة الجميلة غـابي سبانيك، إلى أن اعترفت أخيرا مساعدتها السابقة الأرجنتينية «ماريا سيلستي فرناندز» بالتهمة الموجهة إليها بتسميم الممثلة الفنزويلية الجميلة وأفراد عائلتها، مؤكدة أنها قامت بهذه المهمة تنفيذا لأوامر شخص مجهول دفع لها مقابل ذلك. كما أنها إمتنعت عن كشف اسم العقل المدبر وراء هذه الجريمة. وجاء أنطونيو يونس محامي سبانيك٬ ليؤكد أن القضية ستحل وسيصدر الحكم في أواخر شهر شباط / فبراير من العام المقبل (2011).
على الرغم من أن غـابي سبانيك لم تدلي بأي تصريح للصحافة بخصوص الحكم الذي صدر على مساعدتها السابقة «ماريا سيلستي فرناندز» بالسجن 8 سنوات بتهمة محاولة قتلها وتسميمها وعائلتها٬ محامي الجميلة المدعو أنطونيو يونس أعلن أنه سيسعى إلى الطعن في الحكم ولكن بحثا عن زيادة عدد السنوات التي ستقضيها المساعدة السابقة لغـابي في السجن٬ بالإضافة للمطالبة بتعويض عن الأضرار المالية التي لحقت بها وقال المحامي أنطونيو يونس أنه سلزمه 5 أيام للطعن في الحكم الصادر على «ماريا سيلستي فرناندز» وأنه سيقوم بتقديم طلبه للقاضي٬ بعد مناقشة الأمر مع عائلة سبانيك. وركز أيضا على الأضرار المالية والمعنوية التي لحقت بالجميلة غـابي٬ لذلك يجب أن تكون هناك تعويضات والتي يجب أن تؤخذ بعين الإعتبار بجانب الـ 8 سنوات بالسجن٬ وذلك على الرغم بمعرفته أن عائلة المتهمة لا يملكون المال٬ حسب ما صرحوا.
وأوضح المحامي أيضا أن المساعدة السابقة «ماريا سيلستي» رفضت سابقا الإعتذار للجميلة غـابي٬ ولكن بعد الحكم الأخير الصادر قد تكون تغيرت الأمور بالنسبة لها.
بعد مضي بعض الوقت عقدت الممثلة الفنزويلية الجميلة غـابي سبانيك مؤتمرا صحفيا في العاصمة المكسيكية للحديث لوسائل الإعلام عن قضية محاولة تسميمها وقتلها على يد مساعدتها السابقة «ماريا سيلستي فرناندز» ٬ وذلك على خلفية الحكم الذي صدر بحقها وهو السجن لمدة 8 سنوات. وهو الحكم الذي إعتبرته غـابي غير عادل٬ وطالبت أمام كل وسائل الإعلام الحاضرة أن يتم النظر بالقضية مجددا. وأكدت أن التحقيقات أثبتت أنها بالفعل قد تعرضت لمحاولة تسميم٬ وليس هي فقط بل وأيضا عدد من أفراد عائلتها من بينهم والدتها وإبنها الصغير غابريال دي خيسوس٬ وابنة أختها فابيانا البالغة من العمر 8 سنوات. وفي الحصيلة عدد الذين تعرضوا لمحاولة التسميم على يدها٬ هم 9 أشخاص. لذلك طالبت الجميلة غـابي بالعدالة وإعادة النظر في القضية والحكم الصادر، لكي يكون الحكم عادلا وتصل مدة العقوبة لأكثر من 8 سنوات. وأبدت إنزعاجها الشديد من إعطاءها فرصة في إستئناف الحكم، مؤكدة أنها كانت الضحية وعائلتها ومن بينهم 3 أطفال صغار لا ذنب لهم.
وأكدت على أنها هي الضحية في هذه القصة٬ وطلبت مرارا وتكرار من منتقديها والمشككين في مصداقيتها النظر إليها ولحالتها كأم وإنسانة وليس كنجمة وشخصية عامة ومشهورة٬ وأن يضعوا أنفسهم مكانها.كما طالبت وسائل الإعلام بالكف عن السخرية والإستهزاء من هذه القضية الحساسة والمأساة التي عشتها فقد كانت هذه أسوأ تجربة عاشتها في حياتها وهي حساسة للغاية ولا مجال فيها للسخرية.

## آخر أعمالها
- مسلسل «الوجه الآخر من الروح»:

السنوات مضت وكل الناس التي تعرف «آلما» و«دانييلا» لا تستطيع تحديد من هي الأجمل٬ الأطيب أو الأكرم ولكن ما يجهله الجميع هو أن «آلما» امرأة منذ أن توفي والدها قامت بوعد نفسها أنها ستتكلف بأن تجعل كل من فيكتوريا وقريبتها تدفعان ثمن عذابها ومرارتها اللذان كانا سبب في تشتت عائلتها وأنها لن تترتاح حتى تسترد الإرث الذي سلبه كارلوس دي لا فيغا من والدها.
كانت هذه هي قصة المسلسل الذي ٱختيرت الجميلة غابي سبانيك للمشاركة فيه٬ وحيث قالت أنها سعيدة للغاية ببطولتها الجديدة 'الوجه الآخر من الروح' لأنه مع هذا المشروع حصلت على أشياء أخرى كإنتاجها لبرنامج Mexico,Te amo a tiempo برنامج يظهر مواضع جميلة في المكسيك والذي سينطلق السنة المقبلة.
وفي مقابلة قالت الممثلة أنها ستلعب دور شخصية مزدوجة لأنها شريرة وضحية تبحث عن العدالة لوالديها اللذان ٱتهما نصبا وٱحتيال لم يقوما به. وبعد بدء المسلسل في حلقته الأولى حقق 6.9 نقطة و 12.6 شير. المسلسل الذي تقود بطولته غابي سبانيك استطاع تجاوز Amor cautivo المسلسل الذي سبقه.
كما أن المسلسل بيع إلى أكثر من 20 بلدا حتى قبل بدايته.
اسم غابي سبانيك بات مرادفا للبيع الكثير على المستوى العالمي. أكثر من 20 مسلسل يشكلون مسيرة جد ناجحة للمثلة التي تركت بصمة لا تمحى في سماء الفن اللاتيني عندما أدت دور التوأم في مسلسلها المخادعة. الآن غابي سبانيك تقدم لنا شخصية «آلما» شخصية شريرة نوعا ما والتي من المؤكد أنها سيقال عنها الكثير.
- مسلسل «الإمبراطورة» (كيد امرأة) :

بعد أن أصدرت أزتيكا TV الترويج للمسلسل بإصدارها لأكثر من برومو حيث تأكد الجميع أن بطلة المسلسل ليست سوى النجمة الفنزويلية الجميلة غابي سبانيك لمسلسل 'الإمبراطورة' (كيد امرأة) الذي أنتجته شركة أزتيكا TV المكسيكية.
حيث تجد الجميلة غابي سبانيك تجربتها الجديدة التي تشكل تحديا بالنسبة لها٬ قائلة:
" أن أكون جزءا من شركة أزتيكا TV هذا يشكل تحديا بالنسبة لي٬ أنا دائما أذهب إلى حيث أجد الشخصيات الجديدة والجيدة، وأنا سعيدة لأن هذا ما وجدته في نص 'الإمبراطورة' (كيد امرأة). ويذكر أن المسلسل لم يشاهد في المكسيك بنسبة كبيرة لكنه كان من أكثر المسلسلات مبيعا لـأزتيكا.
- غابي سبانيك ومسلسل «امرأة من فولاذ» :

بعد آراء كثيرة وحيرة المنتج نيكاندرو دياز في ٱختيار شريرة مسلسل 'امرأة من فولاذ' كانت غابي سبانيك المرشحة الأقوى لنيل هذا الدور، على الرغم من أن مصادر عديدة ذكرت أنها قد تكون هي بطلة المسلسل إلا أن لا شيء من هذا تأكد وظلت تلك مجرد تكهنات ... بين شائعات ونفي جاء قرار المنتج الحاسم حيث ٱختار اسم غابي سبانيك كشريرة للمسلسل.
بعد أن تأكد من أن أية فنانة أخرى لن تتقنه مثلها، خاصة أنها سبق ونجحت في دور الشريرة من خلال مسلسل المخادعة حيث أدت دورين مختلفين تماما باولا الشريرة المخادعة وباولينا البريئة الطيبة، هذا أثبت للجميع أنها قادرة على إقتناص أي شخصية وتأدية أي دور بنجاح كبير رغم صعوبته وإختلافه. غابي كانت تعلم أنها أمام تحدي كبير وقد قبلت التحدي ووافقت على الإنضمام لكاست العمل دون تردد وقد كان ٱختيار الجميلة غابي سبانيك صائبا جدا لأن مسلسل 'امرأة من فولاذ' حقق نسب مشاهدة عالية في الأسبوع الثاني من بدأ تسجيلاته٬ وتم بيعه للعديد من الدول منها: كولومبيا وفنزويلا وإسبانيا وتشيلي وغيرها. وصل مسلسل 'امرأة من فولاذ' إلى تقييمات مرتفعة جدا وعالية من جميع المستويات فقد كان دائما يقود التصنيفات.

## غابرييلا سبانيك والموسيقى
قررت غابرييلا دخول عالم الموسيقى وتحدبدا نوع الباندا المكسيكي بعد اقتراح من طرف شركة إنتاج موسيقية، حيث كانوا يبحثون عن امرأة ذات شخصية قوية، جميلة ومحبوبة ليتوصلوا إلى أن هذه المرأة هي غابرييلا سبانيك.
En carne viva هو عنوان ألبومها الذي صدر مؤخرا وقد حقق النجاح الذي كانت تطمح له الشركة حيث احتل المرتبة التاسعة في تصنيف الألبومات الأكثر مبيعا في البرازيل.و حاليا يتم التحضير للفيديوكليب الخاص بأغنية En carne viva.
يضم الالبوم الاغاني التالية:
01 En Carne Viva
02 Alma Llanera
03 La Vecina
04 La Hija de Nadie
05 Te Amo a Tiempo
06 El Alma de Taxco
07 Eso No Es de Hombres
08 La Usurpadora
09 Valiente
10 Mi Destino Fue Quererte
11 Tengo Fiebre

## أدوارها في المسلسلات
| السنة | المسلسل                | الدور                                         | القناة           |
| ----- | ---------------------- | --------------------------------------------- | ---------------- |
| 1991  | Mundo de Fieras        |                                               | فنزفزيون         |
| 1991  | La Loba Herida         |                                               | فنزفزيون         |
| 1992  | Divina Obsesión        |                                               | فنزفزيون         |
| 1992  | Rosangelica            | Carla                                         | فنزفزيون         |
| 1993  | Morena Clara ‏          | Linda Prado                                   | فنزفزيون         |
| 1994  | María Celeste ‏         | Celina Hidalgo                                | فنزفزيون         |
| 1994  | Como Tú, Ninguna       | Gilda Barreto Raquel Sandoval                 | فنزفزيون         |
| 1996  | Quirpa de Tres Mujeres | Emiliana Echeverría Salazar                   | فنزفزيون         |
| 1997  | Todo Por Tu Amor       | Amaranta Rey                                  | فنزفزيون         |
| 1998  | La Usurpadora          | Paulina Martinez Paola Bracho                 | تيلفيزا          |
| 1999  | لحبك                   | ماريا ديل سييلو مونتالفو                      | تيلفيزا          |
| 2001  | الدخيلة                | فيرجينيا مارتينز رولدان فانيسا مارتينز رولدان | تيلفيزا          |
| 2002  | الإنتقام               | Valentina Valerugo Fontana                    | تيلموندو         |
| 2004  | Prisionera             | Guadalupe Santos                              | تيلموندو         |
| 2005  | Decisiones             | Daniela                                       | تيلموندو         |
| 2006  | Tierra de Pasiones     | Valeria San Román                             | تيلموندو         |
| 2010  | إمرأة من فولاذ         | Ivana Dorantes Rangel                         | تيلفيزا          |
| 2011  | كيد امرأة              | Emperatriz Jurado                             | تلفزيون الأزتيكا |
| 2012  | الوجه الآخر من الروح   | Alma Hernández Quijano                        | تلفزيون الأزتيكا |
| 2014  | Siempre Tuya Acapulco  | Fernanda Montenegro                           | تلفزيون الأزتيكا |

## روابط خارجية
- غابرييلا سبانيك على موقع IMDb (الإنجليزية)
- غابرييلا سبانيك على موقع ألو سيني (الفرنسية)
- غابرييلا سبانيك على موقع قاعدة بيانات الفيلم (الإنجليزية)